# Lévka (ort i Grekland, Västra Grekland)
Lévka (Lefka) är en ort i Grekland.   Den ligger i prefekturen Nomós Aitolías kai Akarnanías och regionen Västra Grekland, i den centrala delen av landet, 210 km väster om huvudstaden Aten. Lévka ligger 22 meter över havet och antalet invånare är 152. Den ligger vid sjön Límni Lysimacheía.
Terrängen runt Lévka är kuperad åt sydost, men åt nordväst är den platt.Runt Lévka är det ganska tätbefolkat, med 86 invånare per kvadratkilometer. Närmaste större samhälle är Agrínio, 4,6 km nordost om Lévka. Trakten runt Lévka består till största delen av jordbruksmark.